# The Olden Domain
The Olden Domain es el segundo álbum de la banda Noruega Borknagar, publicado el 18 de agosto de 1997. Es el primer álbum grabado con la discográfica Century Media (con Waldemar Sorychta como productor) entre el 29 de mayo - 13 de junio y entre el 4 - 8 de julio en los estudios de Woodhouse, Hagen. Ha sido descrito como el álbum donde Borknagar comenzó la transición a lo que más tarde sería conocido como el sonido clásico de la banda, un estilo más progresivo (viking/black metal) inclinándose más por tendencias folklóricas y épicas. Además presentó una mayor elaboración en las guitarras y una voz más melódica por parte de Garm, el cual no grabaría más discos con la banda para seguir con sus proyectos en Arcturus y Ulver. También es el álbum donde Kai K. Lie haría su debut y primer proyecto como bajista de una banda (años después haría coros para el álbum Monumension de la banda Enslaved)
"Om Hundrede Aar Er Alting Glemt" es una canción que Ivar dedicó a su padre Bjørn, aunque fue escrita (al igual que todo el álbum) por Brun. Además una versión diferente de la canción "Ascension of Our Fathers" fue lanzada en la compilación Darkness We Feel (lanzada por Century Media en 1997), en esta compilación la canción es llamada The Quest. 

## Lista de canciones
1. "The Eye of Oden" 06:01
2. "The Winterway" 7:52
3. "Om hundrede aar er alting glemt" (In a Hundred Years All Is Forgotten) 04:12 (instrumental)
4. "A Tale of Pagan Tongue" 06:13
5. "To Mount and Rove" 04:56
6. "Grimland Domain" 06:19
7. "Ascension of Our Fathers" 03:54 (instrumental)
8. "The Dawn of the End" 05:06

## Créditos
- Øystein G. Brun – Guitarras y composición
- Garm – Voces
- Grim – Batería
- Ivar Bjørnson – Teclados, sintetizador y efectos
- Kai K. Lie – Bajo

- Christophe Szpajdel – Logo
- Oliver Recker	 – Fotografía
- Øystein G. Brun	 – Fotografía
- Waldemar Sorychta	 – Productor
- Matthias Klinkmann	 – Ingeniería
- Eroc	         – Mezcla

- Datos: Q1756932